# Conistorgis

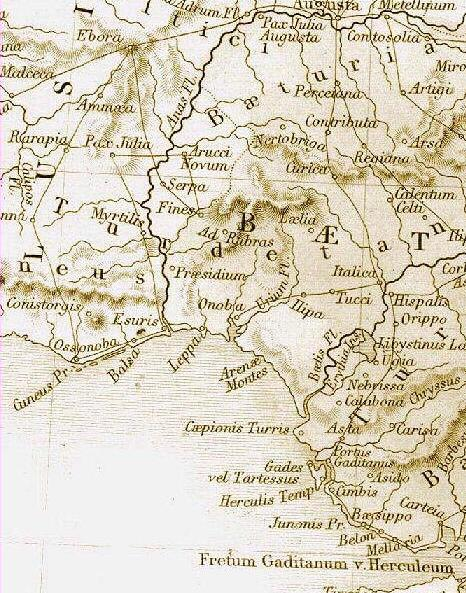
Mapa antigo do Golfo de Cádis, Bética. A localização provável de Conistorgis é a norte de Ossónoba (actual cidade de Faro).

Conistorgis era o principal ópido dos Cónios, um povo pré-romano do sudoeste peninsular.

## Localização
Situava-se algures entre o Algarve e o Baixo Alentejo. Das várias hipóteses conhecidas indicam-se:
- Na actual cidade de Beja;
- Castro do Montel (em Castro Verde);
- A norte de Ossónoba (actual Faro e Cacela);
- Sanlúcar de Guadiana (em frente a Alcoutim, Medellín).

## História
Conistorgis foi atacada e tomada em 153 a.C., por Cauceno (do lado dos lusitanos), durante as Guerras Lusitanas.
Em 151 a.C. Sulpício Galba inverna em Conistorgis, antes de atacar os lusitanos.
Em 141 a.C. os Cónios revoltam-se contra os romanos, juntamente com os Túrdulos da Betúria, sendo derrotados por Fábio Máximo Serviliano.
As fontes antigas não voltam a referir-se a eles, pelo que a sua autonomia e identidade política podem ter sido aniquiladas.
Em 80 a.C., durante a Guerra Sertoriana, Quinto Cecílio Metelo estabelece-se perto de Conistorgis com duas legiões e cerca Lacóbriga, aliada de Sertório, sem sucesso.
Conistorgis volta a ser referida, pela última vez, por Estrabão (contemporâneo de Augusto, na transição da Era), podendo porém tratar-se de uma referência já então antiga.